# Parapercis fuscolineata
Parapercis fuscolineata är en fiskart som beskrevs av Fourmanoir, 1985. Parapercis fuscolineata ingår i släktet Parapercis och familjen Pinguipedidae. Inga underarter finns listade i Catalogue of Life.